# Olbia Calcio 1905 2023-2024
Questa voce raccoglie le informazioni riguardanti l'Olbia Calcio 1905 nelle competizioni ufficiali della stagione 2023-2024.

## Divise e sponsor
Il fornitore tecnico per la stagione 2023-2024 è EYE Sport. Gli sponsor di maglia sono Gypsos, marchio della Fluorsid e Logudoro Carni sul fronte, Contrader sotto il logo societario e Mater Olbia, ospedale privato cittadino, sul retro sotto i numeri.

## Rosa

### Rosa 2023-2024
Rosa e numerazione aggiornati al 9 maggio 2024.
| N. |                       | Ruolo | Calciatore              |
| -- | --------------------- | ----- | ----------------------- |
| 1  | Italia (bandiera)     | P     | Filippo Rinaldi         |
| 2  | Italia (bandiera)     | D     | Francesco Zallu         |
| 3  | Italia (bandiera)     | C     | Luca La Rosa (capitano) |
| 4  | Italia (bandiera)     | C     | Daniele Dessena         |
| 5  | Italia (bandiera)     | D     | Gabriele Bellodi        |
| 6  | Cuba (bandiera)       | C     | Davide Incerti          |
| 7  | Italia (bandiera)     | D     | Davide Mordini          |
| 8  | Italia (bandiera)     | C     | Andrea Schiavone        |
| 10 | Italia (bandiera)     | A     | Daniele Ragatzu         |
| 15 | Italia (bandiera)     | C     | Federico Zanchetta      |
| 16 | Italia (bandiera)     | A     | Lorenzo Boganini        |
| 17 | Italia (bandiera)     | D     | Luigi Palomba           |
| 18 | San Marino (bandiera) | A     | Nicola Nanni            |

| N. |                        | Ruolo | Calciatore           |
| -- | ---------------------- | ----- | -------------------- |
| 19 | Italia (bandiera)      | D     | Mattia Scaringi      |
| 20 | Italia (bandiera)      | A     | Nicolò Cavuoti       |
| 21 | Italia (bandiera)      | C     | Roberto Biancu       |
| 22 | Paesi Bassi (bandiera) | P     | Maarten van der Want |
| 26 | Italia (bandiera)      | C     | Angelo Mameli        |
| 27 | San Marino (bandiera)  | D     | Filippo Fabbri       |
| 29 | Italia (bandiera)      | A     | Massimiliano Gennari |
| 33 | Svizzera (bandiera)    | C     | Stefano Guidotti     |
| 39 | Italia (bandiera)      | D     | Mattia Motolese      |
| 43 | Italia (bandiera)      | D     | Matteo Montebugnoli  |
| 67 | Italia (bandiera)      | A     | Thomas Scapin        |
| 90 | Italia (bandiera)      | C     | Lorenzo Catania      |
| 99 | Italia (bandiera)      | A     | Andrea Bianchimano   |

Note:

## Organigramma societario
Organigramma aggiornato all'11 agosto 2022.
Area direttiva
- Alessandro Marino - Presidente
- Alexandre Tartara - Vicepresidente
- Massimo Curreli - Consigliere
- Gian Renzo Bazzu - Consigliere

Area organizzativa
- Tomaso Tatti - Direttore sportivo
- Francesca Currò - Segretaria generale sportiva
- Paolo Mele - Team manager
- Massimo Curreli - Resp. rapporti con la tifoseria
- Ilaria Piccinnu - Resp. Amministrazione
- Monica Boselli e Roberta Careddu - Amministrazione
- Massimiliano Varrucciu - Resp. marketing e comunicazione
- Federico Russu - Segretario settore giovanile
- Gianpaolo Granara - Resp. organizzazione logistica e sviluppo infrastrutture

Area tecnica
- Oscar Muratori - Allenatore in seconda
- Fabrizio Martellotta - Allenatore dei portieri
- Marco Giustini - Match analyst
- Emanuele Bandinu - Preparatore atletico
- Carlo Giua - Preparatore atletico
- Guido Sari - Medico sociale
- Antonio Cavada - Fisioterapista
- Gianluca Nizzi - Fisioterapista

## Risultati

### Serie C

#### Girone di andata
| 1ª giornata |  | – |  |  |

| 2ª giornata | Vis Pesaro | 0 – 1 | Olbia |  |

| 3ª giornata |  | – |  |  |

| 4ª giornata |  | – |  |  |

| 5ª giornata |  | – |  |  |

| 6ª giornata |  | – |  |  |

| 7ª giornata |  | – |  |  |

| 8ª giornata |  | – |  |  |

| 9ª giornata |  | – |  |  |

| 10ª giornata |  | – |  |  |

| 11ª giornata |  | – |  |  |

| 12ª giornata |  | – |  |  |

| 13ª giornata |  | – |  |  |

| 14ª giornata |  | – |  |  |

| 15ª giornata |  | – |  |  |

| 16ª giornata |  | – |  |  |

| 17ª giornata |  | – |  |  |

| 18ª giornata |  | – |  |  |

| 19ª giornata |  | – |  |  |

#### Girone di ritorno
| 20ª giornata |  | – |  |  |

| 21ª giornata |  | – |  |  |

| 22ª giornata |  | – |  |  |

| 23ª giornata |  | – |  |  |

| 24ª giornata |  | – |  |  |

| 25ª giornata |  | – |  |  |

| 26ª giornata |  | – |  |  |

| 27ª giornata |  | – |  |  |

| 28ª giornata |  | – |  |  |

| 29ª giornata |  | – |  |  |

| 30ª giornata |  | – |  |  |

| 31ª giornata |  | – |  |  |

| 32ª giornata |  | – |  |  |

| 33ª giornata |  | – |  |  |

| 34ª giornata |  | – |  |  |

| 35ª giornata |  | – |  |  |

| 36ª giornata |  | – |  |  |

| 37ª giornata |  | – |  |  |

| 38ª giornata |  | – |  |  |